# Temporada de tennis 2020
Selecció dels principals esdeveniments tennístics de l'any 2020 en categoria masculina, femenina i per equips.

## Federació Internacional de Tennis

### Grand Slams
Open d'Austràlia
| Categoria          | Campions/es                      | Finalistes                         | Resultat                |
| ------------------ | -------------------------------- | ---------------------------------- | ----------------------- |
| Individual masculí | Novak Đoković                    | Dominic Thiem                      | 6−4, 4−6, 2−6, 6−3, 6−4 |
| Individual femení  | Sofia Kenin                      | Garbiñe Muguruza                   | 4−6, 6−2, 6−2           |
| Dobles masculins   | Rajeev Ram Joe Salisbury         | Max Purcell Luke Saville           | 6−4, 6−2                |
| Dobles femenins    | Tímea Babos Kristina Mladenovic  | Hsieh Su-wei Barbora Strýcová      | 6−2, 6−1                |
| Dobles mixts       | Barbora Krejčíková Nikola Mektić | Bethanie Mattek-Sands Jamie Murray | 5−7, 6−4, [10−1]        |

Wimbledon
Torneig suspès a causa de la pandèmia per coronavirus
US Open
| Categoria          | Campions/es                     | Finalistes                   | Resultat                   |
| ------------------ | ------------------------------- | ---------------------------- | -------------------------- |
| Individual masculí | Dominic Thiem                   | Alexander Zverev             | 2−6, 4−6, 6−4, 6−3, 7−6(6) |
| Individual femení  | Naomi Osaka                     | Viktória Azàrenka            | 1−6, 6−3, 6−3              |
| Dobles masculins   | Mate Pavić Bruno Soares         | Wesley Koolhof Nikola Mektić | 7−5, 6−3                   |
| Dobles femenins    | Laura Siegemund Vera Zvonariova | Nicole Melichar Xu Yifan     | 6−4, 6−4                   |

Roland Garros
| Categoria          | Campions/es                     | Finalistes                      | Resultat      |
| ------------------ | ------------------------------- | ------------------------------- | ------------- |
| Individual masculí | Rafael Nadal                    | Novak Đoković                   | 6−0, 6−2, 7−5 |
| Individual femení  | Iga Świątek                     | Sofia Kenin                     | 6−4, 6−1      |
| Dobles masculins   | Kevin Krawietz Andreas Mies     | Mate Pavić Bruno Soares         | 6−3, 7−5      |
| Dobles femenins    | Tímea Babos Kristina Mladenovic | Alexa Guarachi Desirae Krawczyk | 6−4, 7−5      |

### Jocs Olímpics
L'esdeveniment es va ajornar a causa de la pandèmia per coronavirus i es va celebrar l'any següent.

### Copa Davis
L'esdeveniment es va ajornar a causa de la pandèmia per coronavirus i va finalitzar l'any següent.

### Copa Federació
L'esdeveniment es va ajornar a causa de la pandèmia per coronavirus i va finalitzar l'any següent.

## ATP Tour

### ATP Cup

#### Quadre
|  | Quarts de final     | Quarts de final     | Quarts de final |                     |            | Semifinals | Semifinals          | Semifinals |  |   | Final  | Final | Final |
|  |                     |                     |                 |                     |            |            |                     |            |  |   |        |       |       |
|  | 10 de gener de 2020 |                     |                 |                     |            |            |                     |            |  |   |        |       |       |
|  | 1                   | Sèrbia              | 3               |                     |            |            |                     |            |  |   |        |       |       |
|  | 1                   | Sèrbia              | 3               | 11 de gener de 2020 |            |            |                     |            |  |   |        |       |       |
|  | 16                  | Canadà              | 0               |                     |            |            |                     |            |  |   |        |       |       |
|  | 16                  | Canadà              | 0               |                     | 1          | Sèrbia     | 3                   |            |  |   |        |       |       |
|  | 9 de gener de 2020  |                     |                 |                     | 1          | Sèrbia     | 3                   |            |  |   |        |       |       |
|  |                     | 3                   | Rússia          | 0                   |            |            |                     |            |  |   |        |       |       |
|  | 3                   | 3                   | Rússia          | 0                   | Rússia     | 3          |                     |            |  |   |        |       |       |
|  | 3                   |                     |                 |                     | Rússia     | 3          | 12 de gener de 2020 |            |  |   |        |       |       |
|  | 12                  | Argentina           | 0               |                     |            |            |                     |            |  |   |        |       |       |
|  | 12                  | Argentina           | 0               |                     |            |            |                     |            |  | 1 | Sèrbia | 2     |       |
|  | 9 de gener de 2020  |                     |                 |                     |            |            |                     |            |  | 1 | Sèrbia | 2     |       |
|  |                     | 2                   | Espanya         | 1                   |            |            |                     |            |  |   |        |       |       |
|  | 17                  | 2                   | Espanya         | 1                   | Regne Unit | 1          |                     |            |  |   |        |       |       |
|  | 17                  | 11 de gener de 2020 |                 |                     | Regne Unit | 1          |                     |            |  |   |        |       |       |
|  | 18                  | Austràlia           | 2               |                     |            |            |                     |            |  |   |        |       |       |
|  | 18                  | Austràlia           | 2               |                     | 18         | Austràlia  | 0                   |            |  |   |        |       |       |
|  | 10 de gener de 2020 |                     |                 |                     | 18         | Austràlia  | 0                   |            |  |   |        |       |       |
|  |                     | 2                   | Espanya         | 3                   |            |            |                     |            |  |   |        |       |       |
|  | 10                  | 2                   | Espanya         | 3                   | Bèlgica    | 1          |                     |            |  |   |        |       |       |
|  | 10                  |                     |                 |                     | Bèlgica    | 1          |                     |            |  |   |        |       |       |
|  | 2                   | Espanya             | 2               |                     |            |            |                     |            |  |   |        |       |       |

#### Final
| · Sèrbia · 2 | Sydney 12 de gener de 2020 | Sydney 12 de gener de 2020                                           | · Espanya · 1 |      |   |  |
| \| \| \| \| 1 \| 2 \| 3 \| \| \| - \| ---------------- \| -------------------------------------------------------------------- \| --- \| ---- \| - \| \| \| 1 \| Sèrbia · Espanya \| Dušan Lajović Roberto Bautista Agut \| 5 7 \| 1 6 \| \| \| \| 2 \| Sèrbia · Espanya \| Novak Đoković Rafael Nadal \| 6 2 \| 7 64 \| \| \| \| 3 \| Sèrbia · Espanya \| Novak Đoković / Viktor Troicki Pablo Carreño Busta / Feliciano López \| 6 3 \| 6 4 \| \| \| |                            |                                                                      |               |      |   |  |
| |                            |                                                                      | 1             | 2    | 3 |  |
| 1 | Sèrbia · Espanya           | Dušan Lajović Roberto Bautista Agut                                  | 5 7           | 1 6  |   |  |
| 2 | Sèrbia · Espanya           | Novak Đoković Rafael Nadal                                           | 6 2           | 7 64 |   |  |
| 3 | Sèrbia · Espanya           | Novak Đoković / Viktor Troicki Pablo Carreño Busta / Feliciano López | 6 3           | 6 4  |   |  |

| ATP Cup 2020          |
| --------------------- |
| Sèrbia · Primer títol |

### ATP Finals
- Classificats individuals:  Novak Đoković,  Rafael Nadal,  Dominic Thiem,  Daniïl Medvédev,  Alexander Zverev,  Stéfanos Tsitsipàs,  Andrei Rubliov,  Diego Schwartzman
- Classificats dobles:  Mate Pavić /  Bruno Soares,  Rajeev Ram /  Joe Salisbury,  Kevin Krawietz /  Andreas Mies,  Marcel Granollers /  Horacio Zeballos,  Wesley Koolhof /  Nikola Mektić,  John Peers /  Michael Venus,  Jürgen Melzer /  Édouard Roger-Vasselin,  Łukasz Kubot /  Marcelo Melo

| Categoria  | Campions                     | Finalistes                           | Resultat         |
| ---------- | ---------------------------- | ------------------------------------ | ---------------- |
| Individual | Daniïl Medvédev              | Dominic Thiem                        | 4−6, 7−6(2), 6−4 |
| Dobles     | Wesley Koolhof Nikola Mektić | Jürgen Melzer Édouard Roger-Vasselin | 6−2, 3−6, [10−5] |

### Next Gen ATP Finals
Torneig suspès a causa de la pandèmia per coronavirus

### ATP Tour Masters 1000
| Torneig      | Individual                                                            | Individual                                                            | Individual                                                            | Dobles                                                                | Dobles                                                                | Dobles                                                                |
| Torneig      | Campió                                                                | Finalista                                                             | Resultat                                                              | Campions                                                              | Finalistes                                                            | Resultat                                                              |
| ------------ | --------------------------------------------------------------------- | --------------------------------------------------------------------- | --------------------------------------------------------------------- | --------------------------------------------------------------------- | --------------------------------------------------------------------- | --------------------------------------------------------------------- |
| Indian Wells | Torneigs suspesos a causa de la pandèmia per coronavirus de 2019-2020 | Torneigs suspesos a causa de la pandèmia per coronavirus de 2019-2020 | Torneigs suspesos a causa de la pandèmia per coronavirus de 2019-2020 | Torneigs suspesos a causa de la pandèmia per coronavirus de 2019-2020 | Torneigs suspesos a causa de la pandèmia per coronavirus de 2019-2020 | Torneigs suspesos a causa de la pandèmia per coronavirus de 2019-2020 |
| Miami        | Torneigs suspesos a causa de la pandèmia per coronavirus de 2019-2020 | Torneigs suspesos a causa de la pandèmia per coronavirus de 2019-2020 | Torneigs suspesos a causa de la pandèmia per coronavirus de 2019-2020 | Torneigs suspesos a causa de la pandèmia per coronavirus de 2019-2020 | Torneigs suspesos a causa de la pandèmia per coronavirus de 2019-2020 | Torneigs suspesos a causa de la pandèmia per coronavirus de 2019-2020 |
| Montecarlo   | Torneigs suspesos a causa de la pandèmia per coronavirus de 2019-2020 | Torneigs suspesos a causa de la pandèmia per coronavirus de 2019-2020 | Torneigs suspesos a causa de la pandèmia per coronavirus de 2019-2020 | Torneigs suspesos a causa de la pandèmia per coronavirus de 2019-2020 | Torneigs suspesos a causa de la pandèmia per coronavirus de 2019-2020 | Torneigs suspesos a causa de la pandèmia per coronavirus de 2019-2020 |
| Madrid       | Torneigs suspesos a causa de la pandèmia per coronavirus de 2019-2020 | Torneigs suspesos a causa de la pandèmia per coronavirus de 2019-2020 | Torneigs suspesos a causa de la pandèmia per coronavirus de 2019-2020 | Torneigs suspesos a causa de la pandèmia per coronavirus de 2019-2020 | Torneigs suspesos a causa de la pandèmia per coronavirus de 2019-2020 | Torneigs suspesos a causa de la pandèmia per coronavirus de 2019-2020 |
| Toronto      | Torneigs suspesos a causa de la pandèmia per coronavirus de 2019-2020 | Torneigs suspesos a causa de la pandèmia per coronavirus de 2019-2020 | Torneigs suspesos a causa de la pandèmia per coronavirus de 2019-2020 | Torneigs suspesos a causa de la pandèmia per coronavirus de 2019-2020 | Torneigs suspesos a causa de la pandèmia per coronavirus de 2019-2020 | Torneigs suspesos a causa de la pandèmia per coronavirus de 2019-2020 |
| Cincinnati   | Novak Đoković                                                         | Milos Raonic                                                          | 1−6, 6−3, 6−4                                                         | Pablo Carreño Busta Alex de Minaur                                    | Jamie Murray Neal Skupski                                             | 6−2, 7−5                                                              |
| Roma         | Novak Đoković                                                         | Diego Schwartzman                                                     | 7−5, 6−3                                                              | Marcel Granollers Horacio Zeballos                                    | Jérémy Chardy Fabrice Martin                                          | 6−4, 5−7, [10−8]                                                      |
| Xangai       | Torneig suspès a causa de la pandèmia per coronavirus de 2019-2020    | Torneig suspès a causa de la pandèmia per coronavirus de 2019-2020    | Torneig suspès a causa de la pandèmia per coronavirus de 2019-2020    | Torneig suspès a causa de la pandèmia per coronavirus de 2019-2020    | Torneig suspès a causa de la pandèmia per coronavirus de 2019-2020    | Torneig suspès a causa de la pandèmia per coronavirus de 2019-2020    |
| París        | Daniïl Medvédev                                                       | Alexander Zverev                                                      | 5−7, 6−4, 6−1                                                         | Félix Auger-Aliassime Hubert Hurkacz                                  | Mate Pavić Bruno Soares                                               | 6−7(3), 7−6(7), [10−2]                                                |

## WTA Tour

### WTA Finals
Torneig suspès a causa de la pandèmia per coronavirus

### WTA Elite Trophy
Torneig suspès a causa de la pandèmia per coronavirus

### WTA Premier Tournaments
| Torneig        | Individual                                                            | Individual                                                            | Individual                                                            | Dobles                                                                | Dobles                                                                | Dobles                                                                |
| Torneig        | Campiona                                                              | Finalista                                                             | Resultat                                                              | Campiones                                                             | Finalistes                                                            | Resultat                                                              |
| -------------- | --------------------------------------------------------------------- | --------------------------------------------------------------------- | --------------------------------------------------------------------- | --------------------------------------------------------------------- | --------------------------------------------------------------------- | --------------------------------------------------------------------- |
| Brisbane       | Karolína Plísková                                                     | Madison Keys                                                          | 6−4, 4−6, 7−5                                                         | Hsieh Su-wei Barbora Strýcová                                         | Ashleigh Barty Kiki Bertens                                           | 3−6, 7−6(7), [10−8]                                                   |
| Adelaida       | Ashleigh Barty                                                        | Dayana Yastremska                                                     | 6−2, 7−5                                                              | Nicole Melichar Xu Yifan                                              | Gabriela Dabrowski Darija Jurak                                       | 2−6, 7−5, [10−5]                                                      |
| St. Petersburg | Kiki Bertens                                                          | Ielena Ribàkina                                                       | 6−1, 6−3                                                              | Shuko Aoyama Ena Shibahara                                            | Kaitlyn Christian Alexa Guarachi                                      | 4−6, 6−0, [10−3]                                                      |
| Dubai          | Simona Halep                                                          | Ielena Ribàkina                                                       | 3−6, 6−3, 7−6(5)                                                      | Hsieh Su-wei Barbora Strýcová                                         | Barbora Krejčiková Zheng Saisai                                       | 7−5, 3−6, [10−5]                                                      |
| Doha           | Arina Sabalenka                                                       | Petra Kvitová                                                         | 6−3, 6−3                                                              | Hsieh Su-wei Barbora Strýcová                                         | Gabriela Dabrowski Jeļena Ostapenko                                   | 6−2, 5−7, [10−2]                                                      |
| Indian Wells   | Torneigs suspesos a causa de la pandèmia per coronavirus de 2019-2020 | Torneigs suspesos a causa de la pandèmia per coronavirus de 2019-2020 | Torneigs suspesos a causa de la pandèmia per coronavirus de 2019-2020 | Torneigs suspesos a causa de la pandèmia per coronavirus de 2019-2020 | Torneigs suspesos a causa de la pandèmia per coronavirus de 2019-2020 | Torneigs suspesos a causa de la pandèmia per coronavirus de 2019-2020 |
| Miami          | Torneigs suspesos a causa de la pandèmia per coronavirus de 2019-2020 | Torneigs suspesos a causa de la pandèmia per coronavirus de 2019-2020 | Torneigs suspesos a causa de la pandèmia per coronavirus de 2019-2020 | Torneigs suspesos a causa de la pandèmia per coronavirus de 2019-2020 | Torneigs suspesos a causa de la pandèmia per coronavirus de 2019-2020 | Torneigs suspesos a causa de la pandèmia per coronavirus de 2019-2020 |
| Charleston     | Torneigs suspesos a causa de la pandèmia per coronavirus de 2019-2020 | Torneigs suspesos a causa de la pandèmia per coronavirus de 2019-2020 | Torneigs suspesos a causa de la pandèmia per coronavirus de 2019-2020 | Torneigs suspesos a causa de la pandèmia per coronavirus de 2019-2020 | Torneigs suspesos a causa de la pandèmia per coronavirus de 2019-2020 | Torneigs suspesos a causa de la pandèmia per coronavirus de 2019-2020 |
| Stuttgart      | Torneigs suspesos a causa de la pandèmia per coronavirus de 2019-2020 | Torneigs suspesos a causa de la pandèmia per coronavirus de 2019-2020 | Torneigs suspesos a causa de la pandèmia per coronavirus de 2019-2020 | Torneigs suspesos a causa de la pandèmia per coronavirus de 2019-2020 | Torneigs suspesos a causa de la pandèmia per coronavirus de 2019-2020 | Torneigs suspesos a causa de la pandèmia per coronavirus de 2019-2020 |
| Madrid         | Torneigs suspesos a causa de la pandèmia per coronavirus de 2019-2020 | Torneigs suspesos a causa de la pandèmia per coronavirus de 2019-2020 | Torneigs suspesos a causa de la pandèmia per coronavirus de 2019-2020 | Torneigs suspesos a causa de la pandèmia per coronavirus de 2019-2020 | Torneigs suspesos a causa de la pandèmia per coronavirus de 2019-2020 | Torneigs suspesos a causa de la pandèmia per coronavirus de 2019-2020 |
| Birmingham     | Torneigs suspesos a causa de la pandèmia per coronavirus de 2019-2020 | Torneigs suspesos a causa de la pandèmia per coronavirus de 2019-2020 | Torneigs suspesos a causa de la pandèmia per coronavirus de 2019-2020 | Torneigs suspesos a causa de la pandèmia per coronavirus de 2019-2020 | Torneigs suspesos a causa de la pandèmia per coronavirus de 2019-2020 | Torneigs suspesos a causa de la pandèmia per coronavirus de 2019-2020 |
| Eastbourne     | Torneigs suspesos a causa de la pandèmia per coronavirus de 2019-2020 | Torneigs suspesos a causa de la pandèmia per coronavirus de 2019-2020 | Torneigs suspesos a causa de la pandèmia per coronavirus de 2019-2020 | Torneigs suspesos a causa de la pandèmia per coronavirus de 2019-2020 | Torneigs suspesos a causa de la pandèmia per coronavirus de 2019-2020 | Torneigs suspesos a causa de la pandèmia per coronavirus de 2019-2020 |
| San José       | Torneigs suspesos a causa de la pandèmia per coronavirus de 2019-2020 | Torneigs suspesos a causa de la pandèmia per coronavirus de 2019-2020 | Torneigs suspesos a causa de la pandèmia per coronavirus de 2019-2020 | Torneigs suspesos a causa de la pandèmia per coronavirus de 2019-2020 | Torneigs suspesos a causa de la pandèmia per coronavirus de 2019-2020 | Torneigs suspesos a causa de la pandèmia per coronavirus de 2019-2020 |
| Mont-real      | Torneigs suspesos a causa de la pandèmia per coronavirus de 2019-2020 | Torneigs suspesos a causa de la pandèmia per coronavirus de 2019-2020 | Torneigs suspesos a causa de la pandèmia per coronavirus de 2019-2020 | Torneigs suspesos a causa de la pandèmia per coronavirus de 2019-2020 | Torneigs suspesos a causa de la pandèmia per coronavirus de 2019-2020 | Torneigs suspesos a causa de la pandèmia per coronavirus de 2019-2020 |
| Cincinnati     | Viktória Azàrenka                                                     | Naomi Osaka                                                           | Renúncia                                                              | Květa Peschke Demi Schuurs                                            | Nicole Melichar Xu Yifan                                              | 6−1, 4−6, [10−4]                                                      |
| Roma           | Simona Halep                                                          | Karolína Plísková                                                     | 6−0, 2−1, retirada                                                    | Hsieh Su-wei Barbora Strýcová                                         | Anna-Lena Friedsam Raluca Olaru                                       | 6−2, 6−2                                                              |
| Zhengzhou      | Torneigs suspesos a causa de la pandèmia per coronavirus de 2019-2020 | Torneigs suspesos a causa de la pandèmia per coronavirus de 2019-2020 | Torneigs suspesos a causa de la pandèmia per coronavirus de 2019-2020 | Torneigs suspesos a causa de la pandèmia per coronavirus de 2019-2020 | Torneigs suspesos a causa de la pandèmia per coronavirus de 2019-2020 | Torneigs suspesos a causa de la pandèmia per coronavirus de 2019-2020 |
| Tòquio         | Torneigs suspesos a causa de la pandèmia per coronavirus de 2019-2020 | Torneigs suspesos a causa de la pandèmia per coronavirus de 2019-2020 | Torneigs suspesos a causa de la pandèmia per coronavirus de 2019-2020 | Torneigs suspesos a causa de la pandèmia per coronavirus de 2019-2020 | Torneigs suspesos a causa de la pandèmia per coronavirus de 2019-2020 | Torneigs suspesos a causa de la pandèmia per coronavirus de 2019-2020 |
| Wuhan          | Torneigs suspesos a causa de la pandèmia per coronavirus de 2019-2020 | Torneigs suspesos a causa de la pandèmia per coronavirus de 2019-2020 | Torneigs suspesos a causa de la pandèmia per coronavirus de 2019-2020 | Torneigs suspesos a causa de la pandèmia per coronavirus de 2019-2020 | Torneigs suspesos a causa de la pandèmia per coronavirus de 2019-2020 | Torneigs suspesos a causa de la pandèmia per coronavirus de 2019-2020 |
| Pequín         | Torneigs suspesos a causa de la pandèmia per coronavirus de 2019-2020 | Torneigs suspesos a causa de la pandèmia per coronavirus de 2019-2020 | Torneigs suspesos a causa de la pandèmia per coronavirus de 2019-2020 | Torneigs suspesos a causa de la pandèmia per coronavirus de 2019-2020 | Torneigs suspesos a causa de la pandèmia per coronavirus de 2019-2020 | Torneigs suspesos a causa de la pandèmia per coronavirus de 2019-2020 |
| Moscou         | Torneigs suspesos a causa de la pandèmia per coronavirus de 2019-2020 | Torneigs suspesos a causa de la pandèmia per coronavirus de 2019-2020 | Torneigs suspesos a causa de la pandèmia per coronavirus de 2019-2020 | Torneigs suspesos a causa de la pandèmia per coronavirus de 2019-2020 | Torneigs suspesos a causa de la pandèmia per coronavirus de 2019-2020 | Torneigs suspesos a causa de la pandèmia per coronavirus de 2019-2020 |
| Ostrava        | Arina Sabalenka                                                       | Viktória Azàrenka                                                     | 6−2, 6−2                                                              | Elise Mertens Arina Sabalenka                                         | Gabriela Dabrowski Luisa Stefani                                      | 6−1, 6−3                                                              |